# Alberto Contador
Alberto Contador, španski kolesar, * 6. december 1982, Pinto, Madrid, Španija. 